# Moisés Alshich
Moisés Alshich, (em hebraico:  משה אלשיך) também escrito Alshech, (Império Otomano, 1508 — Safed, 1593), conhecido como Alshich Hakadosh (o Santo), foi um proeminente rabino judeu e comentarista bíblico que viveu no final do século XVI, em Safed, Israel.
Alshich nasceu em 1508 na Turquia, filho de Hayyim Alshech. Mais tarde se mudou para Safed, onde se tornou aluno do rabino Joseph Caro. Entre seus alunos estavam: o rabino Hayim Vital e o rabino Yom Tov Tzahalon.

## Importância
Apenas a alguns poucos rabinos foi concedido o título "Hakadosh" ao longo da história judaica. Além do rabino Moisés Alshich receberam este título: o Selá, o Arizal e o Ohr HaChaim, todos eles personalidades distintas em suas épocas. Isso indica que o povo tinha grande reverência para com Alshich, que viveu em Safed, uma cidade que foi o lar de muitos outros rabinos proeminentes. Várias histórias foram contadas com relação à razão pela qual Alshich recebeu o título de "Hakadosh.
Seus comentários homiléticos sobre a Torá e os Profetas desfrutam de muita popularidade e ainda são estudados atualmente, em grande parte devido à sua influência como exortações práticas para a vida virtuosa.

## Biografia
Alshich foi discípulo do rabino Joseph Caro, autor do "Shulkhan Arukh"; e entre seus próprios discípulos estão o rabino cabalista Hayim Vital. Embora o Alshich pertencesse ao círculo de cabalistas que viveu em Safed, suas obras raramente deixam transparecer qualquer traço da Cabala. É considerado um professor, pregador, e casuísta.
Pouco se sabe da sua vida. Em suas obras Alshich evita falar de si próprio, dizendo apenas de seu curso de estudo; assim, no prefácio ao seu comentário sobre o Pentateuco, diz:
| “ | Eu nunca pretendi coisas grandiosas ou muito além de mim. Desde os meus primeiros dias, o estudo do Talmude foi a minha principal ocupação, e eu assiduamente segui a yeshivá, onde eu me familiarizei com as discussões de Abaye e Rabá. Durante a noite eu me dediquei à pesquisa e durante o dia a Halachá. Pela manhã lia o Talmude e no período da tarde os Posekim (as decisões legais rabínicas). Somente às sextas-feiras eu encontrava tempo para a leitura das Escrituras e de Midrash, em preparação para minhas palestras sobre a Sidra da semana e temas semelhantes, que eu discursava todos os sábados perante uma grande audiência, ansiosa por ouvir a minha instrução. | ” |

Diz a lenda que seu filho foi sequestrado quando criança e se tornou um muçulmano, e o Arizal fez uma oração especial para o retorno do filho.

## Obras
Estas palestras foram posteriormente publicadas como "Comentários" (perushim) sobre os livros das Sagradas Escrituras, e Alshich dá um motivo notável para a sua publicação: "Muitos daqueles que escutaram as minhas palestras repetiam-nas parcial ou totalmente como se fossem de suas próprias autorias. Esses crimes serão evitados com a publicação do meu próprio trabalho". Estas palestras, embora um pouco longas, não eram entediantes para o seu público. O autor declara repetidamente que, na sua forma impressa (como "Comentários"), muito foi reduzido, omitindo-se tudo o que não era absolutamente necessário, ou que já havia sido mencionado em outro lugar.
Assim como Abravanel e alguns outros comentaristas, Alshich iniciou cada seção de seus comentários com uma série de questões que imaginava seriam feitas pelo leitor; depois passava a dar um resumo de sua visão, e concluía respondendo a todas as perguntas. Seus "Comentários" abundam em referências ao Talmude, Midrash e Zohar, mas contém escassas referências a outros comentários, tais como as obras de Abravanel, Levi ben Gershon ou Maimônides. Suas explicações são todas de caráter homiléticas; seu único objetivo era o de encontrar em cada frase ou em cada palavra das Escrituras, uma lição de moral, um suporte para a confiança em Deus, um incentivo à resistência paciente, e uma prova da vaidade de todos os bens terrenos em comparação com a bem-aventurança eterna a ser adquirida na vida futura. Frequentemente e fervorosamente apela a seus irmãos, exortando-os a se arrependerem e abandonar, ou pelo menos restringir, o exercício de todos os prazeres mundanos, e assim acelerar a aproximação da era messiânica. Alshich possuía um estilo fácil e fluente; suas exposições são principalmente de caráter alegórico, mas muito raramente carregado de misticismo. Em seu comentário sobre o Cântico dos Cânticos, que ele chama de peshaִt (explicação literal) e sod (interpretação mística), os dois extremos opostos, enquanto declara seu próprio método de introdução de exposição alegórica ser o meio seguro entre estes dois extremos. Alshich escreveu os seguintes comentários, a maioria dos quais apareceu em várias edições:
1. "Torat Mosheh" (Comentário sobre o Pentateuco), primeira edição Belvedere perto de Constantinopla, aproximadamente em 1593. Completa, com índex, Veneza, 1601.
2. Um resumo deste comentário foi elaborado por Jos. b. Aryeh Loeb, e já apareceu em várias formas (intitulado: "Qitsur Alshech 'al ha-Torah"), Amsterdã, 1748.
3. "Marot ha-Tsobeot" (Visões coletadas), sobre os profetas e suas profecias, Veneza, 1803-7.
4. Excertos deste comentário estão incluídos no "Minhah Qe'tannah," um comentário sobre os primeiros profetas; publicado na Biblia Rabbinica (Qohelet Mosheh), Amsterdã, 1724.
5. "Romemot El" (Louvores a Deus), sobre o livro dos Salmos, Veneza, 1605.
6. "Rab Peninim" (Multidão de Pérolas), sobre os Provérbios, Veneza, 1601.
7. "Helqat Mehoqeq" (A Parcela do Legislador), sobre Jó, Veneza, 1603.
8. "Shoshanat ha-'Amaqim" (Lírio dos Vales), sobre o Cântico dos Cânticos. Este comentário foi o primeiro a ser publicado, e foi editado pelo próprio Alshich em 1591. De acordo com esse comentário, o Cântico é uma alegoria, e representa um diálogo entre Deus e o exilado Israel.
9. "'Ene Mosheh" (Os Olhos de Moisés), sobre Rute. Alshich diz do livro de Rute, "Certamente, a partir dele poderemos ter uma aula de como servir a Deus"; e ilustra esta afirmação através de seu comentário, Veneza, 1601.
10. "Devarim Nihumim" (Palavras de Conforto), sobre as "Lamentações de Jeremias". O título não é apenas um eufemismo para Lamentações; o autor repetidamente tenta mostrar que não há motivo para desespero, Deus está com Israel e, embora o Templo seja destruído o Shekinah não se afastou do Muro das Lamentações, Veneza, 1601.
11. "Devarim Tovim" (Boas Palavras), sobre Eclesiastes. Alshich chama de Eclesiastes, por conta de seus pensamentos profundos, "Águas sem fim" (oceanos). Ele se esforça no comentário para ilustrar, como a ideia central do livro, o dito, "Tudo é vão, exceto o temor do Senhor, que é a condição essencial da existência real do homem," Veneza, 1601.
12. "Massat Mosheh" (O Presente de Moisés), sobre o livro de Ester, apresentado pelo autor aos seus irmãos como um dom de Purim, Veneza, 1601.
13. Os comentários de Alshich sobre estes últimos cinco livros ("megillot", "rolos") apareceu em uma forma abreviada, editado por Eleazer b. Hananiah Tarnigrad, Amsterdã, 1697.
14. "Habatselet ha-Sharon" (A Rosa de Sharon), sobre o livro de Daniel, Safed, 1563, e Veneza, 1592.
15. Um comentário sobre o "Hafִtarot" chamado de "Liqqute Man" (Encontros de Manna), foi compilado principalmente do "Marot ha-Tsobeot," por E. M. Markbreit, Amsterdã, 1704.
16. "Yarim Mosheh" é o título de um comentário sobre Abot, recolhidos a partir das obras de Alshich por Joseph B. M. Schlenker, Fürth, 1764.
17. Um comentário de Alshich sobre a Hagadá (Serviço a domicílio para as primeiras noites da Páscoa) aparece nas edições do Haggadah chamada de "Bet Horim" (A Casa dos Homens Livres). O comentário está cheio de observações interessantes e sérias exortações (Metz, 1767). Mesmo na introdução das leis para a Páscoa e a ordem para a noite são tratados alegoricamente, e fez o veículo para a meditação religiosa. No entanto, não é provável que Alshich tenha escrito estas notas para a Hagadá. Elas provavelmente foram recolhidas de suas obras muito tempo após sua morte, caso contrário, a Hagadá teria sido publicada com o seu comentário mais cedo.
18. "Responsa"; como casuísta ele era frequentemente consultado por outros rabinos, e suas decisões foram coletadas em um volume de responsa (Veneza, 1605; Berlim, 1766). Seus contemporâneos frequentemente citam suas opiniões. Durante sua vida Azariah dei Rossi produziu seu "Meor 'Enayim" (Luz para os Olhos), na qual o autor rejeitou algumas crenças em geral, tidas como tradicionais; Alshich, a pedido de seu professor, o rabino Joseph Caro, escreveu uma declaração contra o "Meor 'Enayim" como sendo contrário e perigoso para a religião judaica (Kerem Chemed, v. 141).
19. Alshich escreveu também um poema, "Canto fúnebre sobre o Exílio de Israel," em um estilo muito simples em dez versos rimados. Foi introduzido em vários rituais de manhã cedo, tais como o "Ayelet ha-Shachar" (O Alvorecer). Também está contido na coleção de orações e hinos chamados "Sha'are Zion" (Os Portões de Sião).